# Alexandra Marinescu
Pour les articles homonymes, voir Marinescu.
Pour les articles homonymes, voir Alexandre Marinescu et Alexandre Marinesko.
Alexandra Marinescu, née le 19 mars 1982 à Bucarest, est une gymnaste roumaine de renommée internationale. Elle travaille actuellement en tant que DJ électro basée à Bucarest.

## Carrière

### Début
Alexandra Marinescu est issue d'une famille bucarestoise, sa mère étant programmeuse informatique et son père travaillant dans l'usine sidérurgique Grant. À 4 ans, Alexandra a commencé à pratiquer la natation, mais très vite, elle s'est finalement orientée vers la gymnastique, après avoir écouté les conseils de son professeur de natation qui a remarqué qu'elle pouvait avoir des aptitudes pour la gymnastique. Contrairement à beaucoup de ses coéquipières roumaines, qui ont été transférés au centre national de formation à Deva en tant que juniors, Alexandra Marinescu a passé la majeure partie de sa formation à son club d'origine, le CSS Triumf à Bucarest sous la direction de Eliza Stoica et de Benone Pereteanu, où elle a progressé rapidement avec sa meilleure amie, Aurelia Gheba.

### Le deal
À l'âge de 11 ans, Alexandra Marinescu était très prometteuse. En 1993, son entraîneuse Eliza Stoica, qui était l'épouse du secrétaire général de la Fédération, Adrian Stoica, a suggéré à la gymnaste du CSS Triumf et à son père, de changer son âge. La jeune fille a accepté, ne sachant pas ce que cela impliquerait. Très vite, un « vrai-faux passeport » a été fait pour elle.

### La gloire
En 1994, Alexandra s'empare de la médaille d'or au concours général aux Championnats d'Europe Junior, à l'âge de 12 ans en 1994, en se faisant passer pour une jeune de 13 ans. 
En 1995, Alexandra Marinescu est sélectionnée dans l'équipe nationale de gymnastique pour participer aux Championnats du monde de gymnastique artistique 1995 de Sabae (Japon). Elle termine 4e aux barres asymétriques avec un score de 9,800 points et 4e à la poutre avec 9,737 points. Avec ses bons résultats, Alexandra et ses partenaires Simona Amânar, Andreea Cacovean, Gina Gogean, Nadia Hategan, Lavinia Miloșovici et Claudia Presăcan remportent la médaille d'or par équipe avec 387,865, devançant la Chine et les États-Unis.

### Bienvenue à Deva
En 1995, accompagnée de son entraîneur Benone Pereteanu, la belle petite blonde aux yeux bleus se présente à Deva, pour le rassemblement en vue des Jeux olympiques 1996 d'Atlanta. Tout le monde était d'accord de dire qu'elle serait « la deuxième Nadia ».  
En raison d'un entraînement différent, le style d'Alexandra Marinescu se démarque à Deva. Elle fait de longues lignes, a une présentation élégante et un sens artistique qui est absent dans la plupart des exercices élaboré à Deva, mais Alexandra a montré des difficultés dans son tonneau et la voûte que les athlètes formés à Deva tels que Lavinia Miloșovici et Gina Gogean.
En 1995, elle porte le dossard no 09. Elle remporte la médaille d'or au concours général, une autre à la poutre, et une médaille d'argent au sol aux jeux pré-olympiques pour Atlanta. 
En 1996, Alexandra a réussi à défendre son titre aux Championnats d'Europe Junior. Le dossard no 349 obtient la note de 9,550 points, pour l'exercice au sol, pour l'épreuve du saut elle obtient 9,575 points, à la poutre 9,650 points, et aux barres asymétriques elle a 9,700 points.
Aux 32e championnats du monde de gymnastique artistique, qui ont eu lieu à San Juan au Porto Rico du 15 au 20 avril 1996, Alexandra Marinescu remporte la médaille d'argent à la poutre avec un score de 9,812 points, juste derrière la russe Dina Kotchetkova.

### Les JO d'Atlanta
Pour les Jeux olympiques 1996 à Atlanta, Alexandra Marinescu a été salué par les médias roumains, comme l'une des meilleures chances de la Roumanie pour une médaille individuelle, et a été comparée à la légendaire gymnaste roumaine Nadia Comăneci. 
Alexandra Marinescu participe aux Jeux olympiques d'été de 1996 d'Atlanta, alors qu'elle n'avait que 14 ans. Elle dit qu'elle a été contrainte de dire qu'elle était plus âgée.
Les Jeux olympiques s'est avéré être une compétition difficile pour Marinescu. Alexandra s'est qualifiée pour la finale du concours général, toutefois, l'entraîneur Octavian Belu l'a retirée du concours général pour la remplacer par sa coéquipière Simona Amanar. La raison officielle de Belu, pour la presse, était qu'Alexandra Marinescu n'avait pas travaillé assez dur. La véritable raison est politique, Alexandra Marinescu n'a pas été formé à Deva, Simona Amânar si[réf. nécessaire].
Sa seule chance de briller dans ses JO fut la poutre. Dossard no 302, elle est la première concurrente de la finale à passer, mais elle chute deux fois au cours de son exercice, et par conséquent elle termine 8e, le dernier rang avec un score de 8,462.
Avec Lavinia Milosovici, Simona Amânar, Mirela Țugurlan, Ionela Loaies et Gina Gogean, Alexandra a contribué à remporter la médaille de bronze par équipe, derrière l'équipe américaine, et l'équipe russe.
En 1997, elle continue de représenter la Roumanie dans des compétitions telles que la Coupe d'Amérique. 
Lors des Championnats du monde de gymnastique artistique 1997 de Lausanne, elle partage avec Simona Amânar, Gina Gogean, Claudia Presăcan, Mirela Țugurlan et Corina Ungureanu la médaille d'or en équipe avec 153,720 devant la Russie et la Chine. Cependant, une fois de plus, Alexandra est retirée du concours général au profit de Simona Amânar.

### La fin
Au printemps de 1997, au cours de la rencontre opposant la Chine, l'Amérique et la Roumanie, Alexandra se plaint de douleurs au dos, mais de retour en Roumanie, les examens ne révèlent rien. Après les Championnats du monde de gymnastique artistique 1997 de Lausanne, les problèmes empirent et les rayons X montrent une fracture à la colonne vertébrale. C'était déjà l'automne, lorsque les médecins lui ont recommandé de porter un corset et de faire attention car il y avait un risque qu'elle soit paralysée. 
Au début de l'année 1998, Alexandra annonce sa décision d'arrêter la gymnastique. Une décision qui va lui coûter cher. Nadia Comăneci lui a offert de l'emmener aux États-Unis pour une opération. Selon Alexandra Marinescu, quand Comaneci s'est entretenue avec Adrian Stoica, secrétaire général de la Fédération Roumaine de Gymnastique (FRG), il a simplement répondu : « Ca ne sert à rien de faire cet effort. Elle abandonne la gymnastique de toute façon, ce n'est pas grave ».

## Après la retraite
En 1998, forcée de quitter la gymnastique, Alexandra emménage chez sa grand-mère à Deva pour terminer ses études secondaires. Cette même année, Alexandra signe un contrat de cinq ans comme mannequin.

### L'hôpital
En 2000, elle a subi sa première opération du dos, où on a placé une broche pour soutenir les vertèbres. Juste quelques mois plus tard, la broche a éclaté lorsque Alexandra a éternué. Elle a été opérée une deuxième fois pour mettre une goupille. Un an plus tard, la gymnaste a dû être opérée une troisième fois pour enlever la goupille et pratiquer une greffe osseuse. Après la greffe, les médecins ont estimé que l'os recommencera à pousser naturellement.

### Scandale du vrai-faux passeport
En 2002, Alexandra Marinescu a eu le courage et la force de démasquer la politique de fraude des dirigeants de la fédération de gymnastique dans le but de changer l'âge des athlètes. Alors que l'ancien président de la Fédération Roumaine de Gymnastique Adrian Stoica a nié les allégations, beaucoup de ses coéquipières, dont Gina Gogean, Monica Zahiu et Daniela Silivas se sont présentées dans la presse roumaine pour corroborer et étayer ses faits, déclarant qu'elles ont été forcées par les entraîneurs et les officiels de mentir sur leur âge afin qu'elles puissent participer à des tournois majeurs. Les fonctionnaires roumains affirment que les accusations sont fausses.
Il faut savoir qu'après le succès de Nadia Comăneci aux Jeux olympiques de Montréal en 1976 à l'âge de 14 ans, la Fédération internationale de gymnastique (FIG) a augmenté la limite d'âge inférieure pour les seniors de 14 à 15 en 1986. L'âge minimum a de nouveau été relevé à 16 ans en 1997 pour empêcher les athlètes enfants d'endommager leurs organes immatures.
« Les formateurs me dit de le faire. Je pensais que c'était étrange, mais je devais obéir », a-t-elle dit à l'Associated Press. « Je savais qu'il y avait d'autres (dans ma situation), mais je ne sais pas lesquelles. ».
Après les révélations d'Alexandra Marinescu, Gina Gogean a raconté une histoire similaire à Pro Sport, un quotidien de sport. Maintenant, Gina Gogean dit qu'elle n'avait que 14 ans quand elle a participé aux Jeux olympiques de Barcelone en 1992, remportant une médaille d'argent.
Silivas a dit qu'elle n'avait que 13 ans quand elle a gagné une médaille d'or et d'argent aux championnats du monde 1985.
Nicolae Vieru président de la Fédération Roumaine de Gymnastique (FRG) a nié les allégations, en déclarant dans une interview téléphonique que : « La fédération ne crée pas de faux passeports ».

### Miss Jay Blue
Alexandra se consacre à son autre grande passion : la musique électronique. Inspirée par Carl Cox, Paul Van Dyk, Tiesto, Sandra Collins et beaucoup d'autres, Alexandra commence à mixer en 2003, sous le pseudo de Miss Blue Jay, dans des clubs locaux et elle devient rapidement une DJ résident au Club Perla et plus récemment au Club Reno. 
En 2003, le groupe 3 Liquid Hz aussi connu sous “Contact”, est fondé par Alexandra Marinescu, son petit ami Alin Dimitriu et Danmad alias Dan Mardan lors d'un concours de musique électronique en France.
Après le concours en France, ils ont continué à produire de la musique électronique avec un large éventail de genres : de la musique ambiante, de la house, de la techno et même de la trance. En 2007, ils se sont concentrés sur la scène dance et créé le label 3 Liquid Hz et sort le disque éponyme. Alexandra avec son groupe sort un morceau intitulé 00:00 et plus tard, elle sort un autre morceau The Lost drip.
Le 1er juillet 2005, à l'occasion du mariage de Mariana Bitang avec Octavian Belu, Alexandra Marinescu s'occupera de mettre l'ambiance musicale au banquet. À cette occasion, des championnes d'hier et d'aujourd'hui seront présentes, dont Daniela Silivas, Aurelia Dobre, Lavinia Milosovici, Corina Ungureanu, Simona Amanar ou Andreea Raducan.
Alexandra a appris le solfège et le piano et se prépare pour ses spectacles live.
Au début de 2008, Alexandra reçoit une proposition de faire sa propre émission radio, qu'elle accepte. Depuis mai 2008, elle commence son émission qui s'appelle Nuances tous les mois à DI.fm. Après quelques années de concerts nationaux, gagnant plus de confiance en elle, elle commence à jouer à l'extérieur de la Roumanie, et ainsi elle enregistre l'une des animations les plus réussies à Dusk Till Dawn Club à Bournemouth au Royaume-Uni.

## Palmarès

### Jeux olympiques
- Atlanta 1996
  -  médaille de bronze par équipes

### Championnats du monde
- Sabae 1995
  -  médaille d'or par équipes
  - 4e aux barres asymétriques
  - 4e à la poutre

- San Juan 1996
  -  médaille d'argent à la poutre

- Lausanne 1997
  -  médaille d'or par équipes

### Championnats d'Europe
- Stockholm 1994 (junior)
  -  médaille d'or au concours général
  -  médaille d'or à la poutre
  -  médaille de bronze au sol

- Birmingham 1996 (junior)
  -  médaille d'or au concours général

### Divers
- 1993 Roumanie-Allemagne Junior :  médaille d'or au concours général
- 1993 Championnats des Balkans:  médaille d'or au sol,  médaille d'or à la poutre,  médaille d'argent au concours général (junior)
- 1994 Championnats des Balkans:  médaille d'or barres asymétriques
- 1995 France-Roumanie :  médaille d'or par équipe,  médaille de bronze au concours général
- 1995 Roumanie-Grande-Bretagne-Autriche :  médaille d'or par équipe,  médaille d'or au concours général
- 1995 Jeux pré-olympique d'Atlanta :  médaille d'or au concours général,  médaille d'or à la poutre,  médaille d'argent au sol
- 1997 Tournée des défis d'Or (France) :  médaille d'or à la poutre,  médaille d'or aux barres asymétriques,  médaille d'or au sol
- 1997 China Cup :  médaille d'argent par équipe,  médaille de bronze au concours général
- 1997 Championnat roumain :  médaille de bronze au concours général,  médaille de bronze au sol,  médaille de bronze au saut
- 1997 Italie-Roumanie-Ukraine :  médaille d'or par équipe